# 니시노 다카하루
니시노 다카하루(일본어: 西野 貴治, 1993년 9월 14일 ~ )는 일본의 축구 선수이다.

## 구단 경력
그는 2012년부터 2022년까지 J리그의 감바 오사카, 제프 유나이티드 지바, 가마타마레 사누키에서 활동하였다.

## 국가대표팀 경력
그는 2013년 AFC U-22 축구 선수권 대회에 참가할 일본 국가대표팀에 발탁되었다. 2014년 아시안 게임에도 출전했다.